# Hermann Pálsson
Hermann Pálsson, född 26 maj 1921 i Blöndós på Island, död 11 augusti 2002 i Burgas, Bulgarien,  var en isländsk forskare och översättare, med inriktning på forskning om isländska språket.

## Biografi
Pálsson föddes på Sauðanes á Ásum, en gård nära Blönduós och Húnafjörður på norra Island. Trots att han var det sjätte av 12 barn och familjen inte var rik, lyckades han ta en examen i isländska vid Islands universitet 1947. Därifrån flyttade han för att ta ännu en examen inom samma område vid National University of Ireland i Dublin 1950.
Hans första böcker återspeglar hans keltiska intressen: en volym av gamla irländska berättelser, Irskar fornsögur (1953), och en annan av gaelisk poesi från Hebriderna, Söngvar frá Sudureyjum (1955), båda översatta till isländska. Han lärde sig också walesiska på 1950-talet.
År 1950 utsågs Pálsson till lektor i isländska vid institutionen för engelska språk vid universitetet i Edinburgh. År 1982 tillträdde han där en personlig professur i isländska studier, som han innehade till sin pensionering 1988 då han blev hedersledamot av Skandinaviska studier vid universitetet.
Pálsson fortsatte att publicera böcker, artiklar och vetenskapliga utgåvor, bland annat utgåvor av de stora eddadikterna Hávamál och Völuspá. Keltar á Íslandi, som gavs ut 1996, var en studie av kelter och keltiskt inflytande på Island. Han arbetade ofta tillsammans med andra såsom Magnús Magnússon eller Paul Edwards och översatte cirka 40 verk av medeltida isländsk litteratur.

## Verk i urval
- Hrímfaxi. Hestanöfn frá fyrri tíð til vorra daga og litir íslenska hestsins (1995)
- Keltar á Íslandi (1996)
- Úr landnorðri. Samar og ystu rætur íslenskrar menningar (1997)
- Hávamál í ljósi íslenskrar menningar (1999)
- Vínland hið góða og írskar ritningar (2001)
- Sólarljóð og vitranir annarlegra heima (2002)
- Grettis saga og íslensk siðmenning (2002)
- Atviksorð í þátíð (2005)